# Oksekærre
En oksekærre er en kærre trukket af en eller flere okser.
| - Oksekærrer til forskellige formål - Romersk oksekærre - Trækdyr med åg - Mexikansk oksekærre fra o. 1885 - Oksekærre i Thailand til turistkørsel - Bemalet oksekærre i Costa Rica, 2021 - Udstilling af en meget stor oksekærre i Costa Rica |